# Raimundo Orsi
Raimundo Bibiani „Mumo“ Orsi v Itálii známí pod jménem Raimondo Orsi (2. prosince 1901, Avellaneda, Argentina – 6. dubna 1986, Santiago de Chile, Chile) byl argentinsko-italský fotbalista. Hrával na pozici křídelního útočníka.
Fotbalovou kariéru začal v rodné Argentině za klub Independiente v 18 letech a hrál v něm do roku 1928. Díky OH 1928 kde hrál si jej vyhlédli činovníci z italského Juventusu. Přestup byl velice složitý, jak s klubem tak i s Mumem. Ten si vyžádal plat 8000 lir měsíčně, auto Fiat 509 s osobním řidičem a vilu, Pro klub bylo odstupné ve výši 100 000 lir. Bianconeri se investice vyplatila. Vyhrál čtyři tituly v řadě (1930/31, 1931/32, 1932/33, 1933/34) a mohl mít i pátý ze sezony 1934/35 jenže ten mu nakonec nebyl uznán, protože v dubnu 1935 musel náhle opustit klub v sezóně, aby se vrátil do své vlasti, kde mu vážně onemocněla matka. Nakonec se už nevrátil a tak u něj zůstala statistika 177 zápasů a 77 branek.
Poté hrál i za Uruguayský klub Peñarol kde získal titul a kariéru zakončil v Brazílie|brazilském klubu Flamengo v roce 1939.
Za argentinskou reprezentaci hrál prvně v roce 1924 , ale teprve v roce 1927 za ní hrál pravidelně. Byl ve vítězné sestavě na Copě América 1927 a také získal stříbrnou medaili na OH 1928. Díky přestupu do Itálie mohl díky novým regulím FIFA reprezentovat i italskou reprezentací. Byl součástí vítězného MS 1934. FIFA ho později zařadila do all-stars týmu tohoto turnaje. Odehrál za ní 35 utkání a vstřelil 13 branek. Velmi důležitou branku vstřelil ve finále MS 1934 proti Československu 9 minut před koncem na 1:1.
Časopis Guerin Sportivo ho vyhlásil 32. nejlepším fotbalistou 20. století.

## Hráčská statistika
| Sezóna              | Klub                | Liga                | Liga   | Liga | Ligové poháry | Ligové poháry | Ligové poháry | Kontinentální poháry | Kontinentální poháry | Kontinentální poháry | Celkem | Celkem |
| Sezóna              | Klub                | Soutěž              | Zápasy | Góly | Soutěž        | Zápasy        | Góly          | Soutěž               | Zápasy               | Góly                 | Zápasy | Góly   |
| ------------------- | ------------------- | ------------------- | ------ | ---- | ------------- | ------------- | ------------- | -------------------- | -------------------- | -------------------- | ------ | ------ |
| 1929/30             | Juventus            | Serie A             | 34     | 15   | -             | 0             | 0             | -                    | 0                    | 0                    | 34     | 15     |
| 1930/31             | Juventus            | Serie A             | 33     | 19   | -             | 0             | 0             | -                    | 0                    | 0                    | 33     | 19     |
| 1931/32             | Juventus            | Serie A             | 33     | 19   | -             | 0             | 0             | Stř.P                | ?                    | ?                    | ?      | ?      |
| 1932/33             | Juventus            | Serie A             | 32     | 10   | -             | 0             | 0             | Stř.P                | ?                    | ?                    | ?      | ?      |
| 1933/34             | Juventus            | Serie A             | 24     | 8    | -             | 0             | 0             | Stř.P                | ?                    | ?                    | ?      | ?      |
| 1934/35             | Juventus            | Serie A             | 21     | 3    | -             | 0             | 0             | Stř.P                | ?                    | ?                    | ?      | ?      |
| Celkově za Juventus | Celkově za Juventus | Celkově za Juventus | 175    | 74   | -             | 0             | 0             | -                    | ?                    | ?                    | ?      | ?      |

## Hráčské úspěchy

### Klubové
- 2× vítěz argentinské ligy (1922, 1926)
- 4× vítěz italské ligy (1930/31, 1931/32, 1932/33, 1933/34)
- 1× vítěz uruguayské ligy (1938)
- 1× vítěz mistrovství Carioca (1939)

### Reprezentační
- 1x na MS (1934 - zlato)
- 1x na CA (1927 - zlato)
- 3x na MP (1927-1930 - zlato, 1931-1932 - stříbro, 1933-1935 - zlato)
- 1x na OH (1928 - stříbro)

### Individuální
- All Stars Team na 1934